# Grand Critérium de Vitesse
Grand Critérium de Vitesse är ett travlopp för 4-10-åriga varmblod (hingstar och ston) som körs på Hippodrome de la Côte d'Azur i Cagnes-sur-Mer i Frankrike i mars varje år sedan 1958. Det är ett Grupp 1-lopp, det vill säga ett lopp av högsta internationella klass. Loppet körs över sprinterdistansen 1609 meter. Det är det största franska sprinterloppet.
Sedan 2019 är loppets förstapris är 76 500 euro. Tidigare var det 90 000 euro.
Löpningsrekordet i loppet är 1.08,9 och sattes av Bold Eagle 2018. Readly Express tangerade rekordet vid sin seger 2019.

## Vinnare
| År   | Häst              | Land      | Kusk                  | Tränare               | Tid    | Tvåa               | Trea               |
| ---- | ----------------- | --------- | --------------------- | --------------------- | ------ | ------------------ | ------------------ |
| 2025 | Émeraude de Bais  | Frankrike | Franck Nivard         | Benjamin Goetz        | 1.10,7 | Etonnant           | Ampia Mede SM      |
| 2024 | Vernissage Grif   | Italien   | Alessandro Gocciadoro | Alessandro Gocciadoro | 1.08,1 | Émeraude de Bais   | Go On Boy          |
| 2023 | Vivid Wise As     | Italien   | Matthieu Abrivard     | Alessandro Gocciadoro | 1.09,1 | Émeraude de Bais   | Gently de Muze     |
| 2022 | Etonnant          | Frankrike | Anthony Barrier       | Richard Westerink     | 1.09,9 | Vivid Wise As      | Billie de Montfort |
| 2021 | Vivid Wise As     | Italien   | Alessandro Gocciadoro | Alessandro Gocciadoro | 1.10,1 | Délia du Pommereux | Bahia Quesnot      |
| 2020 | Vivid Wise As     | Italien   | Alessandro Gocciadoro | Alessandro Gocciadoro | 1.09,7 | Earl Simon         | Billie de Montfort |
| 2019 | Readly Express    | Sverige   | Björn Goop            | Timo Nurmos           | 1.08,9 | Dijon              | Bahia Quesnot      |
| 2018 | Bold Eagle        | Frankrike | Franck Nivard         | Sebastien Guarato     | 1.08,9 | Billie de Montfort | Dijon              |
| 2017 | Timoko            | Frankrike | Björn Goop            | Richard Westerink     | 1.09,5 | Un Mec d'Héripré   | Red Rose America   |
| 2016 | Timoko            | Frankrike | Björn Goop            | Richard Westerink     | 1.10,2 | Oasis Bi           | Luckycharm Hanover |
| 2015 | Timoko            | Frankrike | Björn Goop            | Richard Westerink     | 1.11,3 | Maven              | Vanika du Ruel     |
| 2014 | Univers de Pan    | Frankrike | Philippe Daugeard     | Philippe Daugeard     | 1.10,0 | Pascia’ Lest       | Vanika du Ruel     |
| 2013 | Timoko            | Frankrike | Joseph Verbeeck       | Richard Westerink     | 1.10,2 | The Best Madrik    | Reve de Beylev     |
| 2012 | Santa Rosa France | Frankrike | William Bigeon        | Jean Luc Bigeon       | 1.10,0 | Quaker Jet         | Reve de Beylev     |
| 2011 | Quaker Jet        | Frankrike | Jean Etienne Dubois   | Jean Etienne Dubois   | 1.10,7 | Priscilla Blue     | Brioni             |
| 2010 | Meaulnes du Corta | Frankrike | Pierre Levesque       | Pierre Levesque       | 1.11,0 | Brioni             | Priscilla Blue     |
| 2009 | Meaulnes du Corta | Frankrike | Pierre Levesque       | Pierre Levesque       | 1.11,2 | Igor Font          | Offshore Dream     |
| 2008 | Opal Viking       | Sverige   | Jorma Kontio          | Nils Enqvist          | 1.11,1 | Nijinski Blue      | Opus Viervil       |